# Peponapis limitaris
Peponapis limitaris är en biart som först beskrevs av Cockerell 1906.  Peponapis limitaris ingår i släktet Peponapis och familjen långtungebin. Inga underarter finns listade i Catalogue of Life.